# Семёновский (приток Воронежа)
Семёновский — ручей в России, протекает по Грязинскому району Липецкой области. Левый приток реки Воронеж.

## География
Согласно официальным картам, исток ручья Семёновский находится в 2,5 км к северо-западу от села Плеханово. Река Босолук сливается с ручьём Ляной и образует ручей Семёновский. В этом случае длина ручья составляет около 22 км. По данным государственного водного реестра России и некоторых других официальных документов, исток ручья Семёновский находится у деревни Моторы Петровского района Тамбовской области, а Босолук впадает в Семёновский у села Бутырки. В этом случае длина ручья составляет 25 км. Площадь водосборного бассейна — 209 км².
Ниже села Бутырки ручей течёт на запад и впадает в Воронеж у северо-восточной окраины Липецка. Устье ручья расположено в 236 км по левому берегу реки Воронеж. В низовьях пойма ручья сильно заболочена.

## Данные водного реестра
По данным государственного водного реестра России относится к Донскому бассейновому округу, водохозяйственный участок реки — Воронеж от истока до города Липецк, без реки Матыра, речной подбассейн реки — бассейны притоков Дона до впадения Хопра. Речной бассейн реки — Дон (российская часть бассейна).